# Riem de Wolff
Riem de Wolff (Depok (Java), 15 april 1943 – Blaricum, 12 september 2017) was een Indisch-Nederlands artiest.

## Biografie
Hij kwam in 1949 samen met zijn oudere broer Ruud de Wolff naar Nederland waar zij zich in Driebergen-Rijsenburg vestigden. Zij vormden samen het duo The Blue Diamonds, waarin hij onder meer de rol van zanger en gitarist voor zijn rekening nam.
Tot de dood van Ruud de Wolff in december 2000 bleven The Blue Diamonds platen maken en optreden. Daarna bleef Riem solo optreden. In 2008 speelde hij in de Nederlandse film Ver van Familie met onder anderen Anneke Grönloh.
De Wolff overleed in september 2017 op 74-jarige leeftijd.

## Onderscheiding
Op 29 april 2005 werd De Wolff benoemd tot Ridder in de orde van Oranje-Nassau.
- Gemeinsame Normdatei: 135453062
- International Standard Name Identifier: 0000 0000 5691 8233
- MusicBrainz: f3969bda-b073-467d-a067-f95bf96f2882
- Virtual International Authority File: 80193565
- WorldCat: E39PBJqBtwBXXbGwKfYBWkM9Dq